# Brusaporto
Brusaporto ist eine italienische Gemeinde (comune) mit 5641 Einwohnern (Stand 31. Dezember 2023) in der Provinz Bergamo, Region Lombardei.

## Geographie
Brusaporto liegt etwa neun km südöstlich der Provinzhauptstadt Bergamo und 50 km nordöstlich der Metropole Mailand.
Die Nachbargemeinden sind Albano Sant’Alessandro, Bagnatica und Seriate.

## Sehenswürdigkeiten
Im Ort gibt es eine kleine Burg, die aus dem Mittelalter stammt. Es befindet sich auf einer Anhöhe oberhalb der Kirche gelegen, auch bekannt als Festung des Hügels. Hauptsächlich besteht die Burg nur noch aus den Ruinen, die von der alten Pracht des Bauwerks zeugen. Ein weiteres bemerkenswertes Gebäude ist die Villa Belvedere, die ebenfalls im Mittelalter ihre Ursprünge hat. Sie hat einen mit Zinn verzierten Turm.
Die Kirche der Pfarrei Santa Margherita ist ebenfalls erwähnenswert. Sie wurde im 18. Jahrhundert  neu erbaut und enthält Werke der italienischen Künstler Frangipane, Palazzano und Peverada.
Die Kirche St. Martin aus dem 14. Jahrhundert ist ein weiteres Denkmal aus Brusaporto. Diese enthält bedeutende Fresken und Bilder, die die Madonna und Heilige aus dem 15. Jahrhundert darstellen.